# Hans Heinrich Wilhelm Arendt
Hans Heinrich Wilhelm Arendt, kurz H.H.W. Arendt (* 12. Oktober 1777 in Altona; † um 1840 in Hamburg) war ein deutscher Autor und Verleger von Schul- und Jugendbüchern.

## Leben
Hans Hinrich Wilhelm Arendt war ein Sohn des Tabakfabrikanten und -händlers Julius Christoph Arendt (getauft am 15. April 1738 in Altona; gestorben am 15. Februar 1790 ebenda) und dessen Ehefrau Sophia Louisa Elisabeth, geborene Lüdeke. Sein Bruder Martin Friedrich Arendt (1773–1823) war ein bekannter Altertumsforscher.
Arendt besuchte ein Lehrerseminar in Kiel, wo er am 23. September 1797 die Abschlussprüfung bestand. Anschließend unterrichtete er an mehreren Altonaer Privatschulen und schrieb bereits in jungen Jahren. Sein erstes Werk, der Beitrag zur Beförderung der wahren katechetischen Lehrart zeigt, dass sein Kieler Seminarsdirektor Heinrich ihn sehr prägte. Ein weiteres Beispiel für die am Kieler Lehrerseminar gewonnenen Eindrücke ist dem Hülfsbuch für Eltern und Erzieher... zu entnehmen.
Arendt arbeitete nach kurzer Zeit für Jürgen Kroymann, der 1820 starb. Danach gab er dessen Bücher heraus. Für die siebte Auflage von Kroymanns Gemeinnützlichem Rechnungsbuch schrieb er eine umfangreiche Biografie des Verstorbenen. Arendt verfasste darüber hinaus Rechen- und Sprachbücher und Unterhaltungsliteratur. Nach einigen Jahren betätigte er sich in Altona und Hamburg als Autor und verlegte sowohl seine Werke als auch die von anderen Autoren.
Ende 1814 wurde er vom Meinischen Kammerrat und Hofbuchdrucker Johann Philipp Heinrich Hartmann (1765–1832) im Namen der Herzogin Luise Eleonore von Sachsen-Meiningen mit der Ordnung des seit 1796 verschlossenen herzoglichen Münzkabinetts beauftragt, über das 1832 Ludwig Bechstein die Aufsicht übernahm.
Der hochbegabte Arendt verstarb im Krankenhaus der Hamburger Freimaurer.

## Werke
- Magellan, des ersten Weltumseglers, Entdeckungsreise in den Jahren 1519 bis 22, für die Jugend bearbeitet. Hamburg 1802. 2. Auflage 1810.[3]
- Katechetische Methode in Unterredungen über moralisch-religiöse Gegenstände. Ein Beitrag zur Beförderung der wahren katechetischen Lehrart. Röhfs, Schleswig 1803
- Übungen im Kopfrechnen für Kinder. Erste Sammlung. Hammerich, Altona 1803. Zweite Auflage 1815. Zweite Sammlung 1816.
- Unterhaltungen. Ein Hülfebuch für Eltern und Erzieher, die Jugend in den Erholungsstunden angenehm und nützlich zu beschäftigen. 2 Bände. Hammerich, Altona 1805–1807.
- Rechentafeln für Volksschulen und zum Privatunterricht. Hammerich, Altona 1808.
- Die erste Reise um die Welt, zu einer lehrreichen und unterhaltenden Lektüre für die Jugend bearbeitet. Bachmann und Gundermann, Hamburg 1808.
- Rechenbuch für Töchter. Bachmann und Gundermann, Hamburg  1809.
- Kleine Rechenschule oder leichtes Rechenbuch für die ersten Anfänge. Hoffmann und Campe, Hamburg 1810. Zweite verbesserte Auflage Das. 1819.
- Lieder, Erzählungen und Fabeln für die Jugend. Von einem Freunde derselben. Hoffmann und Campe, Hamburg 1810.
- Für Confirmanden. Lehren und Ermahnungen für junge Leute, die aus der Schule in die Welt treten. Dritte Aufl. Hoffmann und Campe, Hamburg 1812.
- Aesiopische Fabeln zur Lust und Lehre für die Jugend. Hoffmann und Campe, Hamburg 1814.
- Worterklärungen. Ein Handbuch für Jugendlehrer zur eigenen Belehrung und als Stoff zu Sprech- und Denkübungen mit geübteren Schülern. Hoffmann und Campe, Hamburg 1816.
- Belehrung und Unterhaltung. Ein Buch für die erwachsene Jugend. Hammerich, 1818.
- Kurzgefaßte deutsche Sprachlehre für den ersten Unterricht in derselben und zur Selbstbelehrung. Hammerich, 1821.
- Gedächtnisübungen für die ältere Jugend. Eine zweckmäßige Auswahl von Liedern, Erzählungen und Fabeln zum Auswendiglernen und zur Uebung im Deklamiren. Hammerich, 1823.
- Die vier Specien der Rechenkunst für den ersten Unterricht im Rechnen. Nebst einem Kupfer zur Erleichterung des Numerierens. Hammerich 1815. Zweite Aufl. 1817. Fünfte Auflage 1823.
- Methodische Schulgeographie, zum Gebrauch in Volksschulen und für den ersten geographischen Unterricht überhaupt. Hammerich 1823.
- Lehren der Lebensklugheit. Ein Leitfaden für Eltern und Lehrer zur Belehrung der herangereiften Jugend, so wie zur eigenen Lektüre für junge Leute, die in die Welte treten und nicht nur ein gutes, sondern auch ein glückliches Leben führen wollen. Busch, Altona 1824.
- Lehrreiche Kinderbibliothek für die jüngere Jugend. Hamburg 1829.
- Iduna. Erzählungen und Gespräche zur belehrenden Unterhaltung der jüngeren Jugend. (Neue Ausg.) Hamburg 1842.